# سامسونگ ان‌ایکس۱۰۰
سامسونگ ان‌ایکس۱۰۰ (به انگلیسی: Samsung NX100) یک دوربین عکاسی ساخت شرکت سامسونگ است.